# Castillo de Bodiam
El castillo de Bodiam es una fortificación del siglo XIV ubicado cerca de Robertsbridge en Sussex Oriental, Inglaterra.
Fue construido en 1385 por Sir Edward Dallyngrigge, un antiguo caballero de Eduardo III, supuestamente a petición de Ricardo II, a fin de defender los alrededores de la invasión francesa. Sin embargo, investigaciones recientes sugieren que el castillo fue construido para aparentar, en vez de ser construido como una defensa eficaz. Hay pruebas que apoyan a la investigación, como que las paredes del castillo solo tienen unos pies de grosor.

## Arquitectura

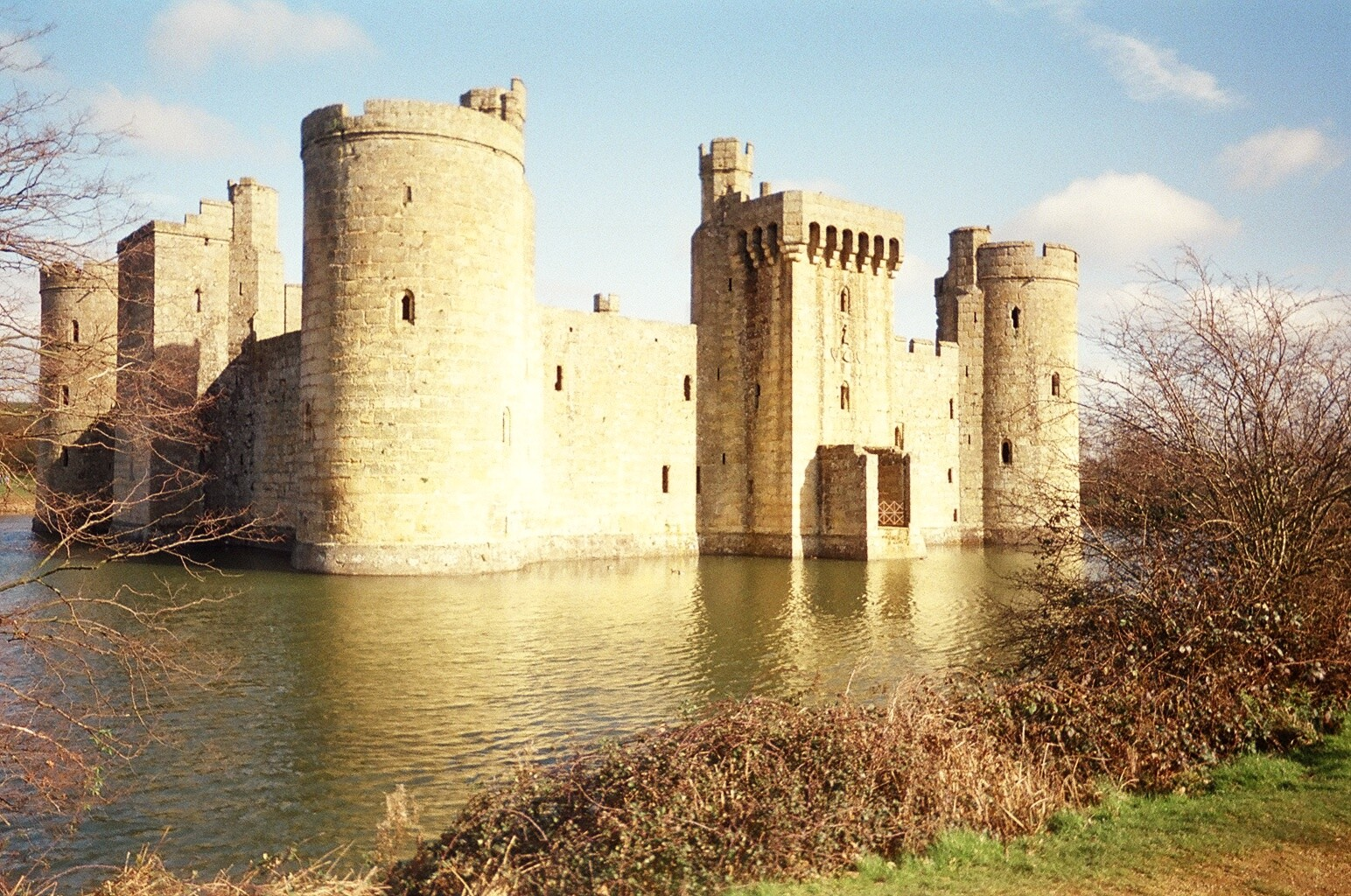
El Castillo De Bodiam fotografiado desde la parte de atrás

El castillo está rodeado por un foso alimentado por dos manantiales, el norte y el sur. El castillo en sí es de planta rectangular, siendo más largo en los lados sur y norte, y tiene grandes torres circulares en todas las esquinas, y una torre cuadrada para defender el centro de cada lado. Las estancias del castillo se encuentran en una de las torres esquineras y la capilla en otra.
Es un ejemplo típico de los castillos medievales más tardíos, ya que gran parte de la atención se fijó en cómodas viviendas, y como tal su valor como una fortaleza militar ha estado en duda. Aunque el foso es una buena barrera, las murallas del castillo no son muy gruesas y solo hay una línea de defensa (a diferencia de un castillo concéntrico). Cuando se construyó, los primeros cañones se estaban empezando a usar, pero los castillos seguían siendo valiosos como base para las tropas, incluso si eran cada vez más vulnerables a los ataques directos.
En el momento de su construcción, Inglaterra y Francia estaban luchando en la Guerra de los Cien Años, desde 1337. La costa sur de Inglaterra, donde el castillo iba a ser construido, fue una constante amenaza debido a la posible invasión francesa. El castillo defendía la parte alta de un río que era navegable en la medida de lo posible durante la época medieval, cuando el nivel del mar estaba alto. Sin embargo, dicha invasión no llegó nunca, y Bodiam nunca fue escenario de un asedio medieval. Durante los siglos posteriores a su construcción, el castillo fue propiedad de poderosas familias de Sussex, incluidas las familias Lewknors y Levett, cuyo nombre lleva la carretera que pasa por el sitio. Después de sus años más gloriosos, en 1664 empezó a caer en decadencia hasta el siglo XX, en un momento en que incluso las piedras del castillo fueron saqueadas por los constructores locales.
El castillo fue rematado por Lord Curzon y legado por él al National Trust en septiembre de 1926.